# Rolgordijn

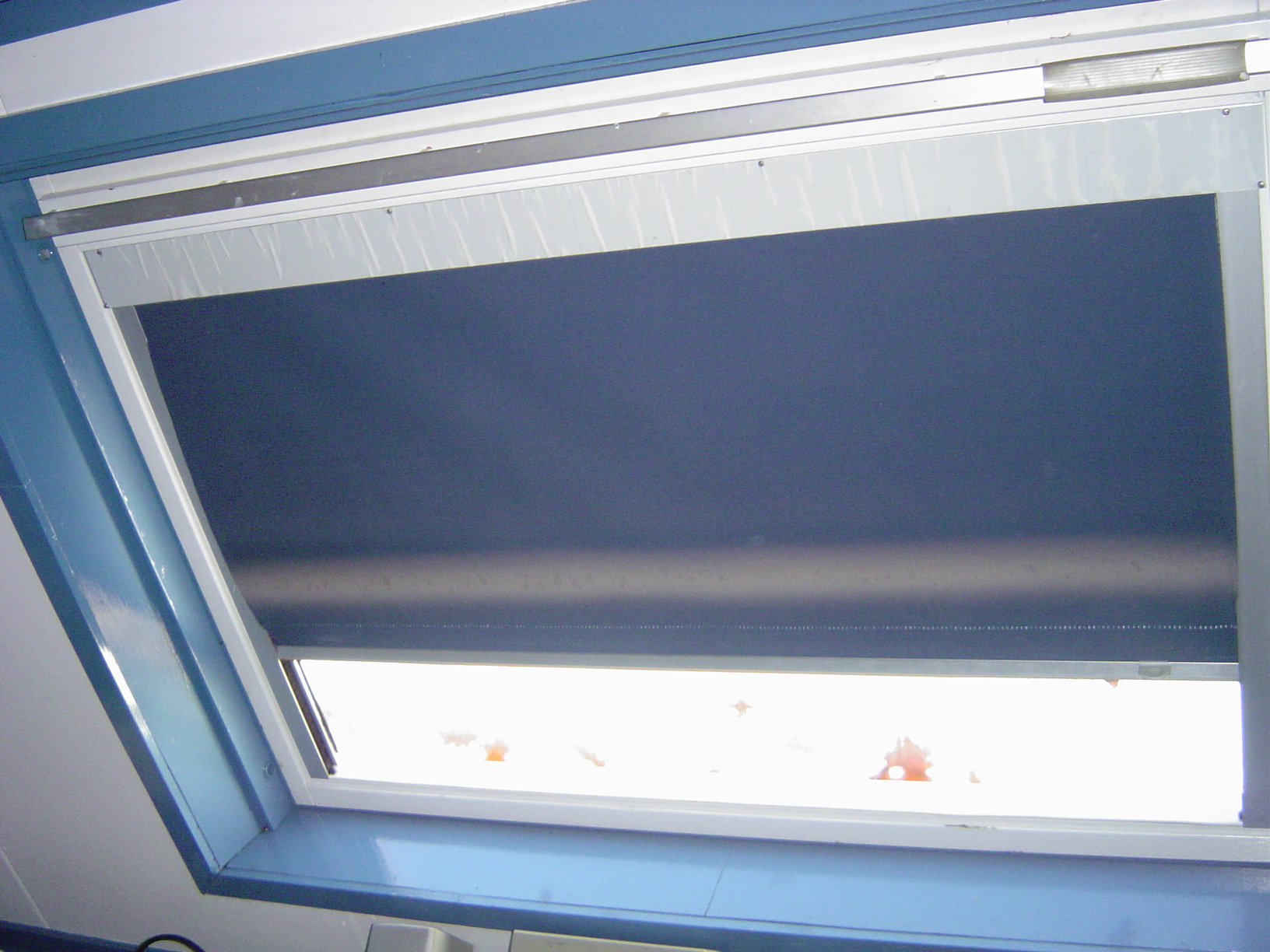
Raam met een deels gesloten rolgordijn

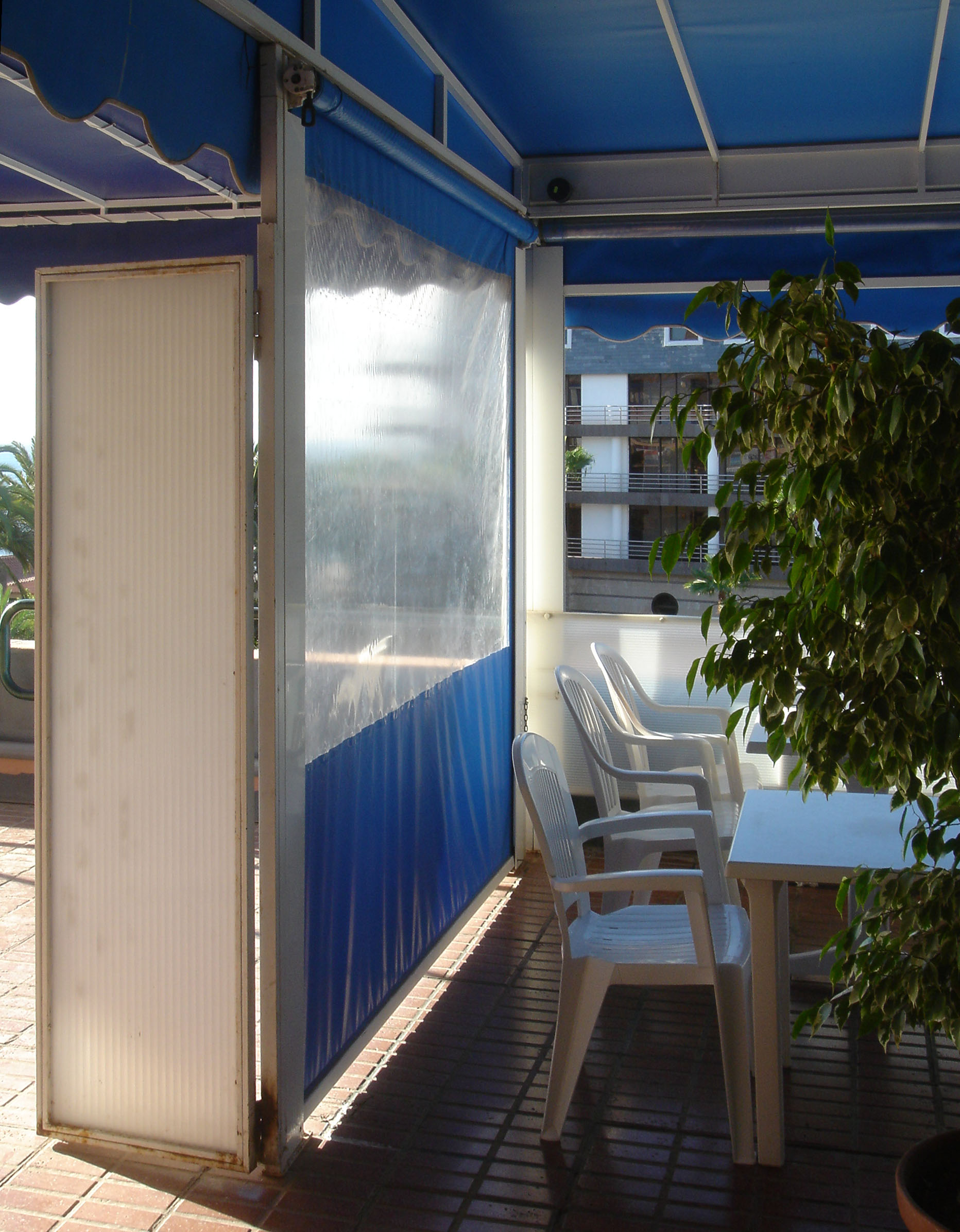
rolgordijn met "raam" als windbescherming bij een restaurant

Een rolgordijn is een gordijn dat op- en afgerold kan worden, en waarmee eenvoudig een raam afgedekt kan worden.
Er zijn speciale verduisteringsrolgordijnen. Dergelijke rolgordijnen laten geen licht door. Aan de zijkanten loopt zo'n rolgordijn door een rail, om te voorkomen dat daar licht langs zou kunnen. De beste verduistering wordt verkregen door toepassing van een cassette of afdekplaat om of voor de bovenrol. Er zijn ook rolgordijnen met alleen verduisterende stof (zonder geleider).
Rolgordijnen met verduisterende stof zijn de beste vorm van binnenzonwering. Vooral met lichte of gemetalliseerde stof. In de regel bestaat de stof uit 2 lagen. Met 3, 4 of 5 lagen (laminatie) wordt de isolerende / zonwerende factor verhoogd. Stof uit een stuk met daarin een verduisterende massa geperst, is niet geheel verduisterend. Dit noemt men vaak "Stoplite"

## Werking
Over de gehele breedte bevindt zich bovenaan een buis van hout, metaal of kunststof. In die buis zit een veer die aan de ene kant is verbonden met een bevestigingssteun, die aan het kozijn (in de dag) of de muur (op de dag) is vastgemaakt en aan de andere kant is de veer met de buis verbonden. De buis kan vrij ronddraaien, en de veer staat gespannen zodat het gordijn normaal gesproken opgerold zit.
Door het gordijn naar beneden te trekken gaat de buis ronddraaien, en wordt de veer verder gespannen. Bij de buis zitten ook een paar kleine palletjes, die kunnen voorkomen dat het gordijn omhoog rolt. Door even een klein rukje aan het gordijn te geven springen die palletjes los en gaat het gordijn naar boven. Door de ronddraaiende beweging zullen de palletjes een middelpuntvliedende kracht ondervinden, die voorkomt dat ze vastgrijpen.
Deze palletje ontbreken gedeeltelijk of geheel bij dakramen. Door de onderlat onderaan te hechten, blijft de stof op spanning dankzij de gespannen, maar niet geblokkeerde, veer.
Een andere mogelijkheid is een op- en afrolsysteem door middel van een doorlopende kralenketting aan één zijkant, die over een soort tandwieltje loopt. Hierbij is geen veer nodig en er staat dus ook geen spanning op. Dit systeem is uitgevonden in Zweden door Perma System en werd het eerst populair in Nederland als gevolg van consumentenklachten over niet goed functionerende veersystemen voor houten buizen die door de fabrikant Decosol toegepast werden op aluminium buizen. Aluminium was eind 70'er jaren goedkoper dan hout.
Omstreeks 1990 werd katoen als meest gebruikte grondstof voor rolgordijnstof verdrongen door polyester. Polyester kromp veel minder en kon als garen, maar vooral als stof, veel eenvoudiger voorgekrompen worden dan katoen.